# Baba Jaga

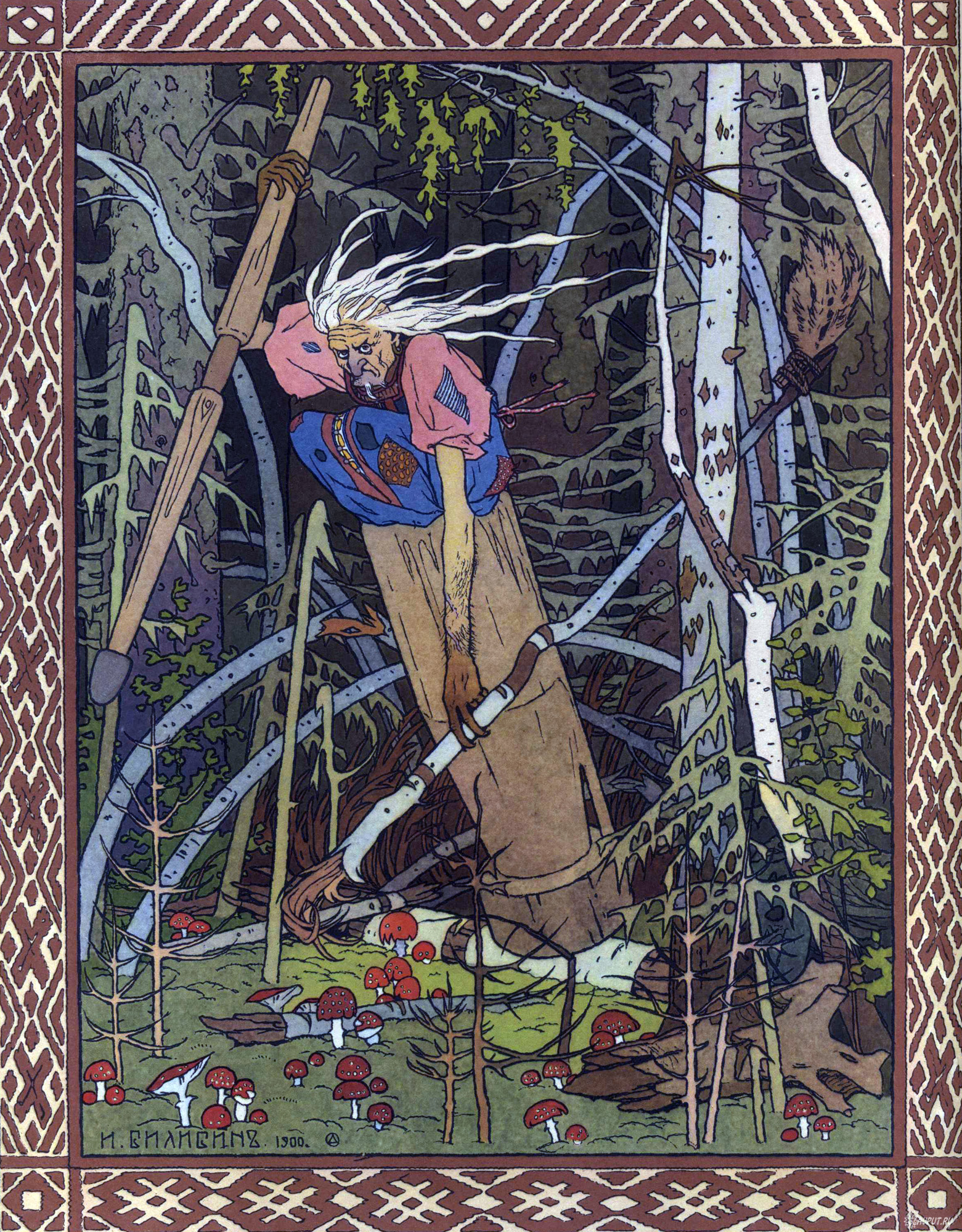
Baba Jaga, Iwan Bilibin, 1902

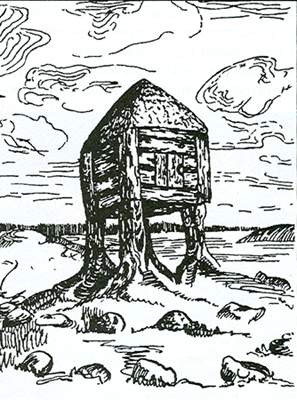
Chata śmierci / Изба смерти, 1905, Nikołaj Roerich

Baba Jaga – postać występująca w słowiańskich wierzeniach i folklorze.

## Charakterystyka
Postać Baby Jagi, pierwotnie prawdopodobnie ważna w słowiańskiej mitologii, przetrwała jedynie w zdegradowanej formie jako element folkloru. Występuje tam jako stara, odrażająca wiedźma (obwisłe piersi, jedna kościana noga, ślepa lub niedowidząca), mieszkająca w chatce na kurzej stopce w głębi lasu. Babie Jadze często towarzyszyły czarny kot, kruk, sowa lub wąż. Porywała błąkających się po lesie ludzi (zwłaszcza dzieci), a następnie ich mordowała i zjadała. Przypisywano jej też zsyłanie chorób i innych dolegliwości. Na końcu opowieści zazwyczaj staczała walkę z bohaterem pozytywnym i ginęła. Sporadycznie występuje w folklorze motyw łaskawej Baby Jagi, pomagającej ludziom.

## Etymologia
Etymologię słowa jaga wywodzi się od prasłowiańskiego *(j)ęga (por. pol. jędza), oznaczającego „męka”, „męczarnia”, „groza”, „niebezpieczny”.

## Baba Jaga w innych wierzeniach
Postać Baby Jagi ma liczne odpowiedniki w wierzeniach ludów europejskich i ich bliskich sąsiadów, jak np. niemiecka Frau Holle, rumuńska Vîjbaba, węgierska wiedźma Bogorkań, mongolska Ałmas, włoska Befana lub Betunia, u Adygów Naszguszidza czy Naguczica (Нашгушидза, Нагучица), u Ketów Chosedem (Хосэдэм), kirgisko-kazachska Żałmauyz Kempir (Жалмауыз Кемпир) w wierzeniach Kirgizów jej odmianą jest demon – mite o wyglądzie staruchy ubranej w łachmany, żyjącej w górach, w lesie, z dala od ludzkich siedzib, która porywa dziewczynki do swego szałasu, wysysa z nich krew a na końcu zjada. Bliski tej postaci jest demon żałmauyz u Tatarów kazańskich, podobne istoty znaleźć można też u Ujgurów, Baszkirów, Uzbeków i Nogajców czy Albańczyków, gdzie jej odpowiednikiem była Syqenëza. Wskazuje się także na podobieństwo do greckiej Kirke.

## Interpretacja naukowa
Badacze próbują rekonstruować pierwotną funkcję Baby Jagi jako władczyni zwierząt leśnych i postać związaną ze światem zmarłych, być może zdegradowane bóstwo żeńskie lub demona. Możliwa jest także pierwotna funkcja Baby Jagi jako kapłanki odpowiedzialnej za obrzędową inicjację młodzieży (stąd motyw pożerania dzieci).
Np. według profesora Zygmunta Krzaka z Instytutu Archeologii i Etnologii Polskiej Akademii Nauk chodzi tu o zohydzoną postać dawnej bogini, charakterystykę stworzoną przez męskie elity religijne i świeckie, zwalczające religię matriarchalną.

## Kultura masowa

### Postać w literaturze i filmie
- W rosyjskiej baśni Wasylisa Pięknolica (lub Dzielna Wasylisa i Baba Jaga) Baba Jaga jest przedstawiana jako bogini.
- W dziele Szlachcic Zawalnia czyli Białoruś w fantastycznych opowiadaniach, wydanym w języku polskim w latach 1844-1846, autor – Jan Barszczewski – opisuje jezioro w okolicach Połocka (Białoruś), nad którym „...przed wprowadzeniem Chrystusowej wiary nad tem jeziorem stały świątynie Pioruna i Baby-Yahi”.
- Baba Jaga występuje w powieści fantasy Oczarowanie Orsona Scotta Carda.
- W filmie John Wick tytułowy bohater (Keanu Reeves) jest nazywany w kręgu rosyjskiej mafii Babą Jagą, ze względu na strach, który wywołuje wśród mafiozów i płatnych zabójców.
- Baba Jaga występuje jako postać w serii komiksowej Baśnie.
- Postać Baby Jagi pojawia się kilkakrotnie w serii komiksowej Hellboy.
- Postać Baby Jagi została wykorzystana w fabularnym dodatku do gry Rise of the Tomb Raider.
- Postać Baby Jagi pojawia się w polskim filmie krótkometrażowym z serii „Legendy Polskie” pod tytułem „Jaga”. Film ukazał się w 2016 roku, a przedstawiona w nim Jaga to piękna młoda kobieta, która uciekła z piekła i sieje spustoszenie.
- W horrorze „Baba Jaga” („Don't Knock Twice”) produkcji brytyjskiej z 2016 roku, pojawia się postać Baby Jagi, przedstawionej jako „wschodni demon”.

### Postać w muzyce
W muzyce najbardziej znanym przedstawieniem postaci Baby Jagi jest Chatka na Kurzej Stopce z Obrazków z wystawy Modesta Musorgskiego. Popularna jest również miniatura orkiestrowa Anatolija Ladowa pt. Baba Jaga.
Rosyjski zespół deathcore'owy Slaughter to Prevail też postanowił nawiązać do tej postaci w piosence Baba Yaga z wydanego w 2021 roku albumu Kostolom.